# Arletty
Arletty, właśc. Léonie Marie Julie Bathiat (ur. 15 maja 1898 w Courbevoie, zm. 23 lipca 1992 w Paryżu) – francuska aktorka filmowa i teatralna, piosenkarka i modelka. Gwiazda francuskiego kina lat 30. i 40. XX w.

## Życiorys
Urodzona 15 maja 1898 w Courbevoie, pochodziła z rodziny robotniczej (matka była praczką, ojciec górnikiem) jako Léonie Bathiat. Z powodów zdrowotnych przez pewien czas mieszkała u wuja, duchownego. W tym czasie uczyła się w szkole zakonnej, wtedy też została ateistką. W następnych latach mieszkała u babci, a potem wróciła do rodziców mieszkających już w Paryżu. Jako że wyróżniała się klasyczną urodą i elegancką gestykulacją, nazywano ją cesarzową przedmieść.
Podczas I wojny światowej przez trzy miesiące wraz z matką pracowała w fabryce amunicji. Następnie pracowała jako maszynistka, a w 1918 została modelką, pracowała dla kilku znanych kreatorów mody. To wówczas przyjęła pseudonim Arlette. Wielokrotnie pozowała także malarzom, jej portrety namalowali Mojżesz Kisling, Jean-Gabriel Domergue, Marie Laurencin, Kees van Dongen, część z tych obrazów stanowiły akty.
W 1919 na ulicy zaczepił ją Paul Guillaume, który polecił ją dwóm dyrektorom teatrów. Od tego czasu występowała w rewii teatru Capucines. To dyrektor tego teatru, Armand Berthez, zniekształcił jej pseudonim jako Arletty. W 1930 zadebiutowała w kinie, początkowo grając role epizodyczne, a przełomem okazał się w 1938 występ w filmie Hotel du Nord w reżyserii Marcela Carne. Rola Garance w Komediantach tego reżysera jest najsłynniejszą w jej karierze.
W czasie II wojny światowej nie występowała w filmach działającego we Francji niemieckiego studia Continental-Films, jednak role odrzucała nie z powodów patriotycznych, a zawodowych. Przez okres okupacji romansowała z porucznikiem Luftwaffe. W 1943 doprowadziła do zwolnienia z obozu koncentracyjnego pisarza Tristana Bernarda i jego żony, którzy mieli pochodzenie żydowskie. Po wyzwoleniu jako kolaborantka została osadzona w obozie w Drancy, potem w więzieniu we Fresnes, a w grudniu 1944 na ponad rok osadzono ją w zamku La Houssaye-en-Brie. Po zwolnieniu otrzymała trzyletni zakaz występów.
W 1949 wróciła do aktorstwa, wystąpiła wówczas w spektaklu na podstawie Tramwaju zwanego pożądaniem, sztuka odniosła wielki sukces i sprawiła, że zaproponowano jej liczne role filmowe. Zasiadała w jury konkursu głównego na 9. MFF w Cannes (1956). 
Chorowała na oczy. W 1966 przez zanieczyszczone szkła kontaktowe straciła wzrok.
W 1971 napisała autobiografię La Défense. Zmarła 23 lipca 1992 w Paryżu, pochowana w Courbevoie. W 2015 nakręcono film Arletty, une passion coupable o jej związku z niemieckim oficerem i francuską hrabiną.